# ボンバ (キエーティ県)
ボンバ（イタリア語: Bomba）は、イタリア共和国アブルッツォ州キエーティ県にある、人口約800人の基礎自治体（コムーネ）。

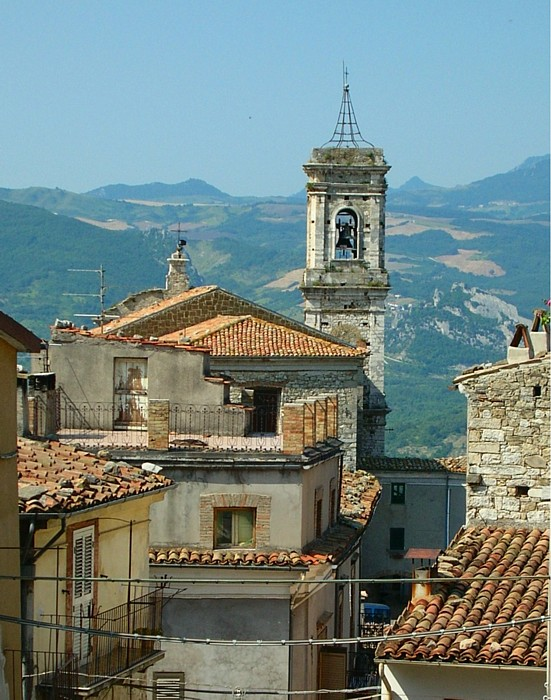
Vista del paese

## 地理

### 位置・広がり

#### 隣接コムーネ
隣接するコムーネは以下の通り。
- アルキ
- アテッサ
- ペンナドーモ
- ロッカスカレーニャ
- トルナレッチョ
- トッリチェッラ・ペリーニャ
- ヴィッラ・サンタ・マリーア

## 行政

### 分離集落
ボンバには、以下の分離集落（フラツィオーネ）がある。
- Sambuceto, Vallecupa, Valleconca